# Митин, Сергей Герасимович
Серге́й Гера́симович Ми́тин (род. 14 июня 1951, Горький, РСФСР, СССР) — российский государственный деятель, Губернатор Новгородской области (2007—2017), с 2017 года представитель от исполнительного органа государственной власти Новгородской области в Совете Федерации РФ.
Первый заместитель председателя Комитета Совета Федерации по аграрно-продовольственной политике и природопользованию.
Из-за поддержки нарушения территориальной целостности Украины во время российско-украинской войны находится под персональными международными санкциями Евросоюза, США, Великобритании и ряда других стран.

## Биография
Сергей Митин родился 14 июня 1951 года в городе Горьком в семье военнослужащих.
После школы, с 1968 по 1969 год, работал слесарем-испытателем СКБ завода им. В. И. Ульянова в Горьком.
В 1969 году поступил, а в 1974 году окончил Горьковский политехнический институт.
После института работал на Горьковском производственном объединении «Завод имени В. И. Ульянова» (с 1993 года — Нижегородское ОАО «Термаль»). Там он проработал 21 год с 1974 по 1995 год, был мастером, начальником производства, заместителем генерального директора, главным инженером и генеральным директором.

### Депутат Государственной Думы (1995—1998)
В декабре 1995 года 44-летний Митин был избран депутатом Государственной думы РФ II созыва по списку проправительственного блока «Наш дом — Россия». В парламенте стал заместителем председателя комитета по экономической политике. 16 января сложил полномочия. Мандат перешёл Юрию Седову

### Заместитель министра экономики (1997—2000)
В ноябре 1997 года сложил полномочия депутата и занял пост заместителя министра экономики Якова Уринсона в правительстве Виктора Черномырдина. Курировал гражданское машиностроение. Сохранил этот пост в кабинете министров Сергея Кириенко (апрель—август 1998 года). Остался заместителем министра экономики после того, как в сентябре 1998 года это ведомство во вновь сформированном правительстве Евгения Примакова возглавил Андрей Шаповальянц. Продолжил работу на этом посту в кабинетах Сергея Степашина (май—август 1999 года) и Владимира Путина (август 1999 года — май 2000 года).
В 1999 году защитил докторскую диссертацию по теме «Стратегия государственного регулирования экономики в переходный период (Россия 90-х годов)», доктор экономических наук.

### Заместитель министра промышленности, науки и технологий (2000—2004)
В мае 2000 года Сергей Митин был назначен заместителем министра промышленности, науки и технологий Александра Дондукова в правительстве Михаила Касьянова. В том же году избран сопредседателем Союза производителей нефтегазового оборудования, в создании которого принимал непосредственное участие. Сохранил пост заместителя министра и после того, как в октябре 2001 года на место Дондукова пришёл Илья Клебанов, а также после того, как в декабре 2003 года Клебанова сменил Андрей Фурсенко.

### Директор департамента промышленности (2004)
В марте 2004 года Митин был назначен директором департамента промышленности в возглавляемом Виктором Христенко Министерстве промышленности и энергетики в правительстве Михаила Фрадкова.

### Заместитель министра сельского хозяйства (2004—2007)
В июле 2004 года был назначен заместителем министра сельского хозяйства Алексея Гордеева во втором правительстве Фрадкова, сформированном в мае 2004 года.
В апреле 2005 года, после отставки нижегородского губернатора Геннадия Ходырева, кандидатура Сергея Митина рассматривалась в списке потенциальных кандидатов на пост главы области.
Сергей Герасимович тогда высказался на эту тему: «Если мне предложат возглавить Нижегородскую область, я соглашусь это сделать». Однако в итоге губернатором стал вице-мэр Москвы Валерий Шанцев. По мнению экспертов, сам факт рассмотрения кандидатуры Митина свидетельствовал о том, что он находился в президентском «кадровом резерве».
Член Правительственного совета по нанотехнологиям, образованного в соответствии с постановлением Правительства РФ от 9 июня 2007 года.

### Губернатор Новгородской области (2007—2017)
3 августа 2007 года президент России Владимир Путин указом «О досрочном прекращении полномочий губернатора Новгородской области» назначил Митина временно исполняющим обязанности губернатора Новгородской области, одновременно удовлетворив прошение о досрочной отставке Михаила Прусака, руководившего регионом с 1991 года, и внёс на рассмотрение Новгородской областной думы кандидатуру Митина для наделения его полномочиями губернатора.
7 августа 2007 года кандидатура Митина единогласно одобрена депутатами областной думы, и он принёс присягу губернатора Новгородской области.
С 25 сентября 2007 по 27 мая 2008 и с 10 ноября 2015 по 6 апреля 2016 — член президиума Государственного совета Российской Федерации.
Полномочия Митина как губернатора истекли 7 августа 2012 года, так как Уставом Новгородской области срок полномочий губернатора установлен 5 лет и с 8 августа 2012 года в соответствии с Указом Президента РФ Путина от 7 августа 2012 года № 1118 «Об исполняющем обязанности губернатора Новгородской области», Митин был назначен ВРИО губернатора.
На выборах губернатора 14 октября 2012 года, согласно данным избирательной комиссии, Митин получил более 75 % голосов избирателей. Продолжил деятельность в качестве губернатора области.
13 февраля 2017 года подал заявление о досрочном сложении полномочий и заявил о том, что не будет выдвигать свою кандидатуру на предстоящих выборах губернатора. В тот же день освобождён от должности указом Президента России.

## Критика

### Губернаторские выборы 2012 года
Автор журнала «Time» Саймон Шустер отметил безальтернативный характер выборов губернатора Новгородской области, прошедших 14 октября 2012 года, на которые искусственным образом не были допущены кандидаты от основных оппозиционных партий (КПРФ, «Справедливая Россия»). В выборах участвовали всего 3 кандидата, включая действующего главу региона Митина. Свидетельством методов «демократии с ручным управлением» является, по мнению Шустера, утечка из избирательного штаба Митина документа под названием «Стратегия кампании по выборам губернатора Новгородской области».

### Коррупция в администрации области
4 апреля 2013 года был задержан первый заместитель Митина Арнольд Шалмуев, подозреваемый в миллионных хищениях средств, выделенных области на ремонт дорог.
В августе 2015 в Москве был задержан вице-губернатор Новгородской области Виктор Нечаев, подозреваемый в крупной взятке.
30 ноября 2018 года бывший первый заместитель экс-губернатора Новгородской области Сергея Митина Борис Воронцов — задержан по подозрению в совершении мошенничества на сумму более 136 млн рублей.

## Санкции
9 марта 2022 года, на фоне вторжения России на Украину, внесён в санкционный список всех стран Европейского союза так как он голосовал за ратификацию договоров о дружбе с самопровозглашёнными ЛНР и ДНР.
24 марта 2022 года внесён в санкционный список Канады «соратников режима» за «содействие в нарушения суверенитета и территориальной целостности Украины»
7 сентября 2022 года попал под санкции Украины за «поддержку незаконным попыткам России аннексировать суверенную украинскую территорию путем проведения фиктивных референдумов».
30 сентября 2022 года внесён санкционный список Соединённых Штатов Америки «за аннексию Путиным регионов Украины» и одобрения закона о фейках. Государственный департамент отмечает что сенаторы «проголосовали за одобрение просьбы Путина о вводе войск в Украину, что послужило неоправданным предлогом для полномасштабного вторжения России в Украину».
По аналогичным основаниям находится под санкциями Великобритании, Швейцарии, Австралии и Новой Зеландии

## Награды и звания
- Орден «За заслуги перед Отечеством» IV степени (2 сентября 2013) — за достигнутые трудовые успехи, активную общественную деятельность и многолетнюю добросовестную работу[26].
- Орден Александра Невского (21 мая 2024) — за большой вклад в развитие парламентаризма, активную законотворческую деятельность и многолетнюю добросовестную работу[27].
- Орден Дружбы (20 сентября 2006) — за большой вклад в развитие сельского хозяйства и многолетний добросовестный труд[28].
- Медаль «В память 800-летия Нижнего Новгорода» (18 июня 2021)[29].
- Почётная грамота Президента Российской Федерации (17 ноября 2016) — за большой вклад в социально-экономическое развитие области и многолетнюю добросовестную работу[30].
- Заслуженный машиностроитель Российской Федерации.
- Почётный работник агропромышленного комплекса России (2011)[31].
- Медаль Ярослава Мудрого I степени НовГУ им. Ярослава Мудрого (2012)[32].

## Учёные степени
- Профессор, доктор экономических наук[33].
- Почётный Доктор Санкт-Петербургской государственной лесотехнической академии[34].

## Книги
Митин С. Г. Игемон. Размышления о региональной власти в России. - М.: Вече, 2019. - 446 с.  ISBN 978-5-4484-1320-9.
Митин С. Г. Светлейший. Первый игемон. - М.: Вече, 2021. - 351 с.  ISBN 978-5-4484-2819-7 (Книга о А.Д. Меншикове).

## Семья
Женат, имеет дочь Наталью (юрист, адвокат), внучку Сашу и внука.
Жена, Митина Вера Ивановна, живёт в Москве.